# Nebria lituyae
Nebria lituyae – gatunek chrząszcza z rodziny biegaczowatych i podrodziny leszowych.

## Taksonomia
Gatunek ten opisany został po raz pierwszy w 1979 roku przez Davida H. Kavanaugha na łamach „Proceedings of the California Academy of Sciences”. Jako lokalizację typową wskazano Mount Blunt dwie mile na południe od Lituya Bay na Alasce. Epitet gatunkowy pochodzi od nazwy zatoki.

## Morfologia
Głowa cechuje się przeciętnie wyłupiastymi oczami. Warga dolna charakteryzuje się krótkimi do przeciętnie długich ząbkami wierzchołkowymi na płatach bródki. Przedplecze ma rozpłaszczenia bocznych krawędzi szerokie na całej długości, umiarkowanie przed tylnymi kątami wykrojone, a same tylne kąty proste. Pośrodku bocznych krawędzi brak jest szczecinki. Nieco wydłużone, w zarysie prawie jajowate pokrywy mają nieuwydatnione guzy barkowe i słabo wykształcone, przednio-bocznie skierowane żeberka barkowe. W ubarwieniu pokryw występować może nieznaczny, fioletowy połysk metaliczny. Wyrostek międzybiodrowy przedpiersia jest lancetowaty i w pełni obrzeżony. Biodra odnóży ostatniej pary mają co najmniej dwie szczecinki u podstawy. Odwłok ma trzeci, czwarty i piąty z widocznych sternitów zaopatrzone w co najmniej dwie pary tylnych szczecinek okołośrodkowych.

## Ekologia i występowanie
Owad rozmieszczony od wyżyn po piętro alpejskie w górach, znajdowany na rzędnych od 610 do 1100 m n.p.m. Zasiedla stanowiska o wilgotnym podłożu. Aktywne postacie dorosłe obserwuje się od czerwca do września. Biegają po gruncie oraz wspinają się na powalone drzewa. Prowadzą nocny tryb życia, za dnia kryjąc się pod kamieniami. Są drapieżnikami. Kopulację widywano w sierpniu. Zimują tak postacie dorosłe, jak i larwy.
Gatunek nearktyczny, znany z Alaski w Stanach Zjednoczonych i Kolumbii Brytyjskiej w Kanadzie.